# Nebria tangjelaensis
Nebria (Epinebriola) tangjelaensis – gatunek chrząszcza z rodziny biegaczowatych i podrodziny Nebriinae.
Gatunek ten został opisany w 1998 roku przez Wiktora G. Szilenkowa na podstawie 7 okazów odłowionych w 1988 roku.
Chrząszcz o ciele długości od 8,9 do 9,2 mm, błyszczącym, ciemnosmolistym z rudobrązowymi czułkami i odnóżami. Głowa z prostym przednim brzegiem wargi górnej i tylko jedną parą szczecinek nadocznych. Głaszczki wargowe z trzema szczecinkami na członie przedostatnim. Palczaste wyrostki na języczku mają po dwie szczecinki wierzchołkowe. Poprzeczny rządek 10–12 szczecinek na podbródku jest pośrodku przerwany. Wypukłe, prawie sercowate przedplecze ma bardzo małe i ostre kąty podstawowe, szeroko zaokrąglone i słabo wystające kąty wierzchołkowe oraz dwufalistą tylną krawędź. Prawie jajowate, wydłużone i ledwo zwężone przynasadowo, umiarkowanie wypukłe pokrywy mają średnio wgłębione rzędy z wyraźnym punktowaniem na dysku, zanikające po bokach. Szczecin na dysku pokryw brak. Edeagus samca o silnie zakrzywionym płacie środkowym z krótkim, ostrym wierzchołkiem.
Gatunek znany wyłącznie z Nepalu, ze stepowego siedliska alpejskiego na wysokości 4400–4600 m n.p.m., pod przełęczą Tangje La, w dystrykcie Taplejung.